# Bordj Zemoura
Bordj Zemoura ou Zemoura (em árabe: برج زمورة) é uma cidade e comuna localizada na província de Bordj Bou Arreridj, Argélia. Segundo o censo de 2008, a população total da cidade era de 10 296 habitantes.